# Новиодунум (Мизия)
Вижте пояснителната страница за други значения на Новиодунум.
Новиодунум (Noviodunum) e римски град в Мизия на южния бряг на Долен Дунав. Намира се на 2 км от днешния град Исакча в Добруджа в Румъния на 30 км източно до започването на Дунавската делта и Тулча.
В северозападната част на Исакча е съществувало селище още през 4000 пр.н.е. По-късно тук идват гетите. През 3 век пр.н.е. келтите му дават името Новиодунум. 
През 514 пр.н.е. тук се бие персийския цар Дарий I против скитите.
Римляните контролират града през 46 г. и той става част от провинция Мизия. Укрепяват го и той става най-важният военен и икономически център на областта. Тук се намирал базисът на римската марина на Долен Дунав. След това става главна квартира на легионите V Македонски легион (106 – 167), I Италийски легион (167-) и Legio I Iovia. През 170 г. дакийските костобоки нападат града. През 3 век градът е постоянно нападан и разрушаван от карпите и готите. Римляните напускат града вероятно през 247 г. По времето на император Константин Велики (306 – 337) стените са подновени.
В началото на 4 век градът е център на християнския живот.
Император Валент строи мост на Дунав през Четвъртата готска война против гретунгите и тервингите на Атанарих. На отсрещния бряг на Дунав се бият римляни и вестготи в Битка при Новиодунум през 369 г.
По-късно градът е към Византийската империя и е важен флотски център.
Между 434 и 441 г. градът е в Хунското царство. След смъртта на Атила е част от царството на Ернах.
През ранния 6 век (551 г.) започват да се заселват славяни.  Градът е към Византия, но е нападан от номадските народи кутригури (559) и авари (561/562). 
През средата на 6 век Юстиниан I го прави епископско седалище.
681 г. градът е в Българското царство.
През 13 век тук се заселват татари. През 14 век е под управлението на валахския княз Mircea cel Bătrân.
През 1417 г. е превзет от османите на Мехмед I. През 1462 г. е взет обратно от влашкия княз Влад Цепеш и неговите войници извършват клане над местните български и турски жители.
През 1484 г. османите превземат отново града и го включват към голямата провинция Силистра (Vilayet Silistra).
След Руско-турската война (1877 – 1878) заедно с Добруджа става част от Румъния.